# John Aaron

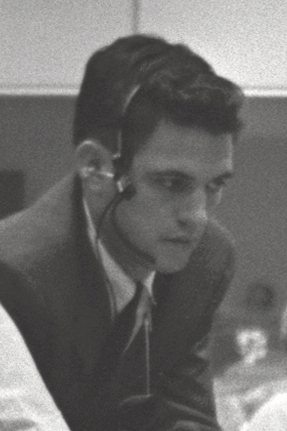
John Aaron (1965)

John W. Aaron (* 1943 in Wellington, Texas) ist ein US-amerikanischer Raumfahrtingenieur und ehemaliger NASA-Flugdirektor. Er übte diese Tätigkeit während des Apollo-Programms aus.

## Leben
Aaron kam zur NASA als Flugkontroller mit der Verantwortung für Elektrik, Umwelt- und Kommunikationssysteme. Mit dem Start von Gemini 2 war er bereits im Kontrollzentrum tätig.
Aaron wird zuerkannt, dass er die Apollo-12-Mission rettete, nachdem die Rakete von einem Blitz getroffen worden war. Ferner spielte er eine wichtige Rolle bei der Rettung von Apollo 13. Er wurde im Film Apollo 13 von Loren Dean dargestellt.
Später arbeitete er am Skylab-Programm und half bei der Entwicklung von Software des Space Shuttles. Er wurde 1989 Manager des Johnson Space Center’s Space Station Projektbüros. 1993 musste er zurücktreten, nachdem ihm vorgeworfen wurde, dass er das Budget um 500 Millionen US-Dollar überzogen hatte.
Aaron wurde 1993 Manager im Johnson Space Center’s Engineering Directorate und blieb dort bis zu seiner Pensionierung im Jahre 2000.